# أوسايرس-ركس
أوسايرس-ركس ، (أي أوزيريس-ركس)(بالإنجليزية: OSIRIS-REx) هو قمر إصطناعي يهدف إلى زيارة إحدى الكويكبات القريبة من الكره الأرضية لدراستها و من ثم إعادة عينة منها لاحقا. أطلق المسبار في عام 2016 نحو الكويكب «بينو 101955» الغني بالمُركبات الكربونية لدراسته و من ثم إعادة عينه منه إلى الأرض بحلول عام 2023. حيث يتوقع العلماء إمكانية توسيع معرفتهم من خلال تلك العينة الملقطاة  عن الفترة التي سبقت ولادة النظام الشمسي وتطوره، المراحل الأولية لتشكل الكواكب، وأخيرًا تحديد مصادر المركبات العضوية التي أدت إلى تشكل الحياة على الكرة الأرضية.
أوسايرس-ركس هي المهمة الثالثة من نوعها ضمن مشروع الآفاق الجديدة لناسا بعد بعثتي نيو هورايزونز وجونو. قدرت كلفته الإجمالية (من دون صاروخ الإقلاع) بما يصل 800 مليون دولار أمريكي.
في 20 أكتوبر 2020، نجح المسبار أوساريس-ركس في الاقتراب من كويكب بينو ونفذ الخطوات الأولى لجمع العينة. وإذ نجحت المهمة فمن المتوقع عودة المسبار بالعينة إلى الأرض في 24 سبتمبر 2023.
في 24 سبتمبر 2023، في حوالي الساعة 8:42 صباحًا بتوقيت وسط أمريكا (UTC−06:00)، عادت كبسولة العودة أوزيريس-ريكس إلى الغلاف الجوي للأرض. في الساعة 8:52 صباحًا - بتوقيت المحيط الهادئ (UTC−06:00)- هبطت كبسولة العودة OSIRIS-REx في نطاق الاختبار والتدريب في يوتا ، قبل ثلاث دقائق من الموعد المتوقع. في الساعة 10:15 صباحًا بتوقيت شرق الولايات المتحدة (UTC-06:00)، غادرت الكبسولة موقع الهبوط بطائرة هليكوبتر. سيتم تنسيق العينة في مديرية أبحاث واستكشاف المواد الفلكية التابعة لوكالة ناسا (ARES) وفي مركز معالجة العينات خارج الأرض في اليابان. سيتم النظر في طلبات مواد عينات الكويكب وتوزيعها على المنظمات في جميع أنحاء العالم بواسطة مديرية الأبحاث آريس.

## المهمة
نشائت المهمة من قبل كل من جامعة أريزونا و مركز غودارت للطيران الفضائي التابع لناسا و شركة لوكهيد مارتن للانظمة الفضائية ، حيث ستنطلق المركبة و فق المخططات في سبتمبر 2016.  و يتوقع وصولها بعد سنتين إلى الكويكب بينو 101955 ليقوم بعد ذلك المسبار بمسح سطح الكويكب و تكوين خريطه شامله عنه خلال 505 يوما ،  و عن بعد 5 كيلومتر تقريبا . حيث ستستخدم تلك البيانات من قبل فريق مهمة أوسيرس-ركس لاختيار البقعة المناسبة لالتقاط العينات من سطحه.
سيقوم المسبار في نهاية رحلته بالنزول التدريجي نحو السطح دون الهبوط عليه، حيث ستقوم المركبة بتجميع 60 غرام إلى كيلوغرامين من العينات بواسطة ذراع طويله تمدد نحو سطح الكويكب . يتبع ذلك عملية إعادة تلك العينة إلى الأرض بواسطة كبسوله مشابهه لتلك التي استعملت في مهمة ستارداست (مسبار فضائي) ،  لكن رحلة العودة ستكون أقصر من المهمة السابقة لستارداست. 
```
ستهبط الكبسولة الخاصة بأوسيرس-ركس في عام 2023 في 
مجال اوتاها للتدريب و الاختبار
 ، ثم تنقل إلى 
مركز جونسون الفضائي
 حيث تكرس للدراسة المعمقه .
```

## الأهداف العلمية للبعثة
من خلال التلسكوب استطاع العلماء رصد الكويكب بينو 101955 و تحديد مداره حيث يعتبر الكويكب من الاجرام السماوية القريبة من الأرض . و يبلغ قطر كويكب بينو 480 إلى 511 متر و يكمل دورته حول الشمس كل 436.604 يوما و يقترب إلى الأرض كل 6 سنوات ، حيث هنالك احتماليه اصطدامه بالارض خلال الفترة الممتدة بين الأعوام 2169 إلى 2199.  لذلك دراسة و فهم مداره أصبح من من الامور الضروريه بالنسبة لعلماء الفلك ، ولهذا يتركز جزء من مهمة أوسايرس-ركس  (أو أوزيريس-ركس)  على فهم التأثيرات الغيرجاذبيه (تاثير يوركوفسكي) على مدار هذا الكويكب وما قد تتسبب في  اصطدامه بالأرض  في وقت أقرب من المدة المحسوبة على أساس عامل الجاذبية وحدها.
من ناحيه أخرى ، تعتبر الكويكبات كبسولة زمان أو محفظة زمنية تحتفظ بالمعلومات الاوليه عن مراحل تشكل النظام الشمسي . لذلك فهي تعتبر هدفا جيدا للدراس’  و على وجه الخصوص بينو حيث تم اختياره لاحتوائه على المواد الكربونيه الاوليه (العنصر الأهم في عملية تشكل الجزيئات العضوية الضروريه للحياة ؛ حيث تم اكتشاف تلك الجزيئات في السابق في عينات النيازك والمذنبات و هذا يشير إلى امكانية تشكل بعض تلك الجزيئات في الفضاء) من ناحيه و عدم تعرضه إلى تغييرات جيولوجية كبيرة خلال نشأته من ناحية أخرى . لذلك يصنف هكذا كويكبات ضمن مجموعة «البدائيات» الكوكبية.
اما الاهداف الرئيسية للبعثه فهي :
- إعادة عينه ترابيه كافية من هذا الكويكب الكربوني إلى الأرض ، لدرستها و تحليلها لغرض فهم طبيعتها و كيفية توزيع مكوناتها المعدنية و العضوية .
- تكوين خريطة شاملة للخواص الكيميائية و المعدنية للكويكب التي ستساعد العلماء في فهم التاريخ الجيولوجي و الديناميكي له .
- توثيق جيوكيمياء المنطقة المراد التقاط العينة الترابية منها ، بالإضافة إلى بنيتها ، شكلها و خواصها الطيفية في مدى لا يتجاوز المليمترات .
- قياس تأثير ياركوفيسكي (تغير الحرارة) على الكويكب ، و تحديد خصائص بينو التي تساهم في ذلك التأثير .
- تحديد جميع خصائص الكويكب و مقارنتها مع البيانات التي تم الحصول عليها بواسطة التلسكوبات الأرضية .

## الأجهزة العلمية

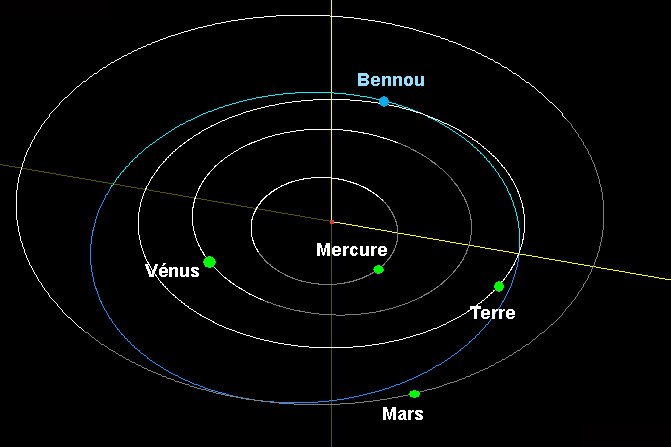
مدار بينو (أزرق) بالنسبة للأرض والكواكب الأخرى، وموقعه يوم 6 سبتمبر 2016

- OCAMS : يمثل النظام التصويري للمركبة و يتكون من ثلاث وحدات هي :PolyCam ، MapCam ، SamCam  يعملون  معا لتكوين خريطة شامله من سطح الكويكب ، و تزويد فريق العمل بصور استطلاعيه عالية الوضوح للمنطقه المراد التقاط العينة منها ؛ و في النهاية تصوير تلك العينة المأخوذة من السطح .

1. PolyCam : هو عباره عن تلسكوب 8 بوصة (20 سنتيمتر) ،يعمل على التقاط صور تزداد وضوحها و دقتها أكثر كلما اقتربت المركبة من سطح الكويكب .
2. MapCam : يعمل الجهاز على تكوين خريطه للكويكب بأربعة الوان مختلفة، والبحث عن نافورات  غازية من الممكن ان تخرج من السطح. كما انه سوف يزود فريق العمل بصور ذات جوده عاليه من المنطقة المرشحة لالتقاط العينة منها.
3. SamCam : يوثق العينة الملتقاة من السطح .

- اوفيرس : الجهاز عباره عن مطياف مصور يعمل على تكوين خريطه طيفية شاملة لسطح الكويكب للكشف عن مكوناتها المعدنية و العضوية بدقه تباين تصل إلى 20 متر ؛ كما انه يعمل على تصوير الطيفي للمنطقه المراد جمع العينة منها بدقه تصل إلى مترين ، حيث ستستعمل تلك البيانات مع نتائج الجهاز اوتيس الطيفي لارشادنا إلى المنطقة المناسبة لجمع العينة .
- اوتيس : هو مطياف حراري يعمل على تكوين خريطه طيفيه للمعادن و الاماكن التي تشهد انبعاثا حراريا ، من خلال تجميع الاشعة تحت الحمراء في أطوال موجة من 4 إلى 50 نانومتر. يستخدم الجهاز للكشف عن المكونات المعدنية و اماكن الانبعاث الحراري و توصيف المعالم المختلفة على سطح الكويكب ، ووصف نطاق  الأطوال الموجيه ، الجودة الطيفيه ، و الاداء الاشعاعي ستكون كافيه لتحديد ترددات الطيفيه الممتصه من قبل المعادن كالسيليكا ، الكاربونات ، الكبريتات ، الفوسفات ، الأكاسيد و الهيدروكسيد .
- اولا : هو عباره عن مقياس ليزري للارتفاع ماسح ، سيعمل لتزويدنا بخريطه طبوغرافيه للكويكب و المنطقة المراد التقاط العينة منها ، كما انها ستكون مكمله لعمل الاجهزه الأخرى و ستدعم عملية الملاحة و تحليل الجاذبية . ستقوم اولا بمسح شامل لسطح بينو  من مسافه محدده و بشكل سريع للحصول على خريطه طوبوغرافيه له حيث تلك المعلومات المكتسبه بواسطة الجهاز تستخدم لتطوير شبكة مراقبه خاصة لمركز كتلة الكويكب و تعزيز فهمنا عن جاذبيته.اولا لديها مستقبل اشارات واحد و جهازين للإرسال يعززان جودة المعلومات العائدة للارض.
- ريكسس : الجهاز عباره عن مصور طيفي للأشعه السينية يعمل على تكوين خريطة بالاشعة السينية لسطح الكويكب، للتعرف على خصائص الامتصاص الإهتزازي vibrational absorption features  لمواده من السيليكات الكاربونات،الكبريتات ، الفوسفات ، الأكاسيد   التي تكونت نتيجة تفاعل الرياح الشمسية و الاشعه السينية الآتية من الشمس مع تربة الكويكب . تم بناء الجهاز من بقايا انظمة الطيران لتقليل المخاطر الميكانيكية و الالتزام بالوقت و الميزانية.

## إعادة عينة من بينو إلى الأرض
يسمى النظام الخاص بتجميع و إعادة العينات الفضائية للمركبه TAGSAM و هو مشتق من عبارة «تقنية مسك و ذهاب العينات المكتسبه» (بالانجليزيه: Touch-And-Go Sample Acquisition Mechanism) و يتالف من «الرأس الجامع للعينات» و «ذراع مفصليه» بالإضافة إلى مصدر للنيتروجين يساعد في الحصول على العينات و فصلها عن بعضها (يستطيع الجهاز جمع ما يقارب 60 غرام من العينات) كما ان رأس الذراع مزود بمخلب يساعد على جمع الاجسام الحبيبية الناعمة .
تقنية عمل جهاز "تاجسام" TAGSAM تنقسم إلى المراحل التالية :
1. تبداء المركبة بالاقتراب التدريجي من سطح الكويكب .
2. عندما تصبح المركبة على بعد مترين من السطح تقوم بنشر ذراعها الآليه نحو الهدف .
3. يقوم الجهاز OCAM بتوثيق و تصوير عمليm جمع العينات .
4. تتم عملية  تجميع العينات الترابيه خلال 5 ثواني بواسطة اطلاق النيتروجين داخل رأس الذراع ، فتؤدي هذه العملية إلى تذويب التربة و بالتالي التقاطها. في نفس الوقت سيعمل مخلب الجهاز على تجميع الحبيبات الصخرية من الكويكب .
5. يتم التاكد من التقاط العينات عن طريق النظام التصويري المركب داخل الرأس الخاص بتجميع العينات و التغييرات التي تحدث في وضعية سكون المركبة .
6. يتم تخزين تلك العينات داخل كبسولة خاصة .
7. يتم إعادة تلك العينة إلى الأرض في عام 2023 .

## الإطلاق
أطلق هذا المسبار يوم 8 سبتمبر 2016 باتجاه كويكب بينو 101955 الساعة 23:05 بتوقيت غرينتش، ووصل إلى وجهته في ديسمبر 2018  ليبدأ بعملية دراسة سطح الكويكب عن طريق فريق المهمة الذي سيعمل على تحليل البيانات الواردة إليه من المسبار أولاً بأول لمدة 6 أشهر، وأن يجمع موادًا على سطح الكويكب يتوقع أنها تكونت خلال بداية تكون النظام الشمسي؛ على أمل أن يتم إرسال هذه العينات إلى الأرض عبر كبسولة تنفصل من المسبار الفضائي وتعود عام 2023.

## المسار الزمني للبعثة

### انطلاق المهمة

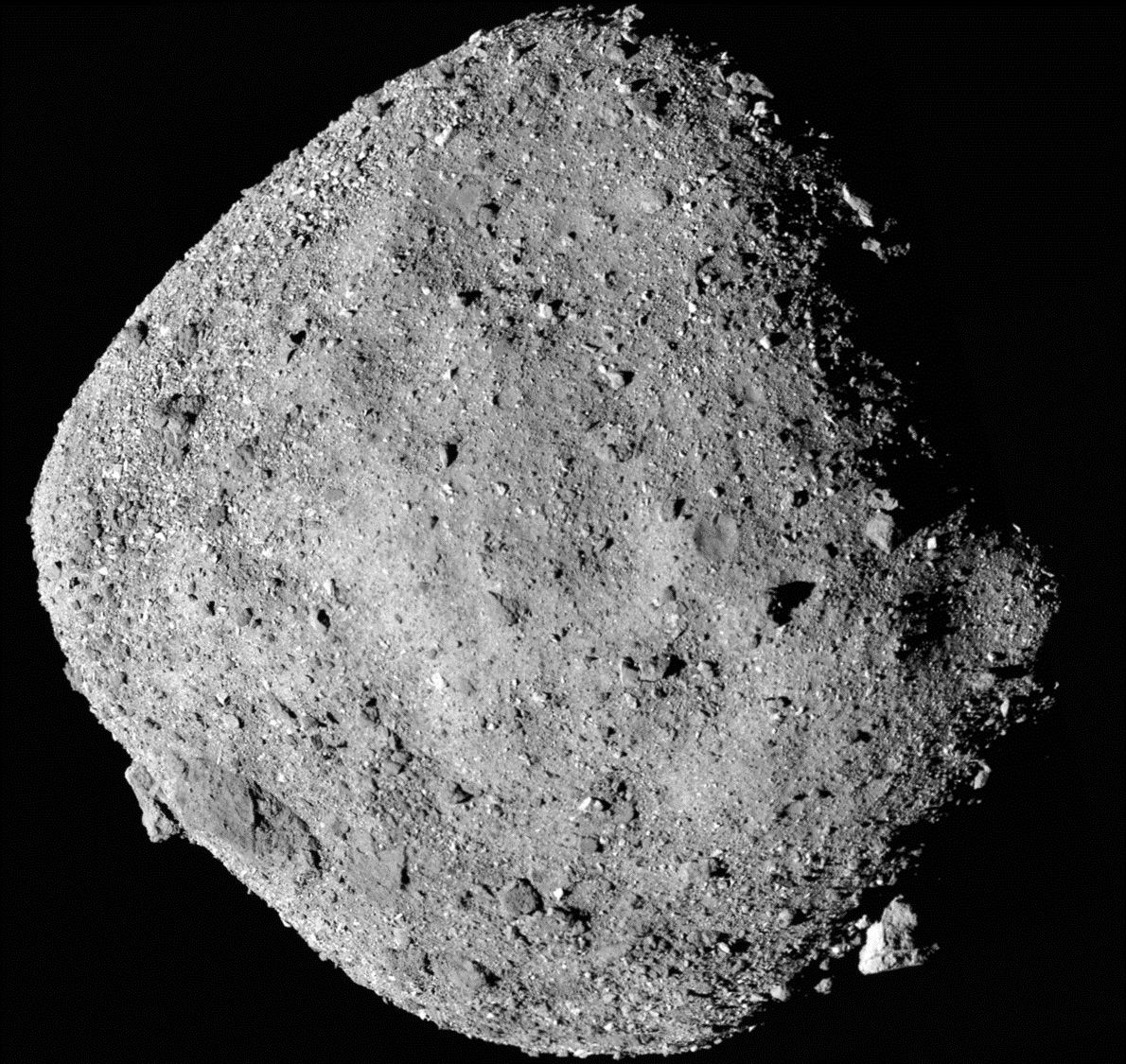
كويكب بينو كما رأته عدسة اوسايرس-ركس.

في الثامن من سبتمبر لعام 2016 تم اطلاق مركبة اوسايرس-ركس من منصة 41 التابعة لقاعدة كيب كانافيرال الجوية من على ظهر صاروخ اطلس خمسة التابع لائتلاف الاطلاق المتحد جرت العملية بنجاح تام حيث تم فصل المركبة بعد 55 دقيقة من اطلاقها عن الصاروخ الحامل , ليبداء المسبار رحلته بنشر اللواحة الشمسية , التواصل مع الأرض لاسلكيا و اختبار محركاته الصاروخية .
في 28 من ديسمبر لعام 2016 اجرى المسبار اولى مناوراته الخاصة بتصحيح مساره تهدف إلى تقليل سرعته إلى 1550 كيلومتر/ ساعة من خلال تشغيل محركاته الصاروخية و حرق ما يقارب من 354 كيلوغرام من الوقود ليتبعها واحده أخرى في 18 من يناير لعام 2017 و التي ادت إلى حصول المركبة على دفعة قوية من جاذبية الكره الارضية في 22 من سبتمبر لعام 2017 , و استمرت رحلة اوسايرس-ركس حتى ديسمبر 2018 حيث انتهت بلقائه بكويكب بينو 101955 اخيرا .
خلال فترة الطيران ركز المسبار مهامة لرصد الكويكبات القريبة من الكره الارضية  و المعروفة تحت مسمى طروادة أرضية عند مرورها من منطقة L4 حيث وجه المسبار جهازه mapCam بين الفترة الممتدة من 9 إلى 20 من فبراير 2017 للبحث عن تلك الاجسام و كان الجهاز يلتقط يوميا 135 صورة يتم تحليلها من قبل علماء جامعة أريزونا (على الرغم من عدم اكتشاف أي شيء جديد الا انها كانت فرصة جيده لاختبار عمل الجهاز و التدرب عليه ) .
في 12 من فبراير لعام 2017 استطاع المسبار اللتقاط صورة للمشتري و اقماره الثلاث كاليستو , آيو وغانيميد بينما كان يبتعد عنهم بمسافة تقدر 418 *{\displaystyle 10^{6}} ميلا .

### الوصول إلى بينو

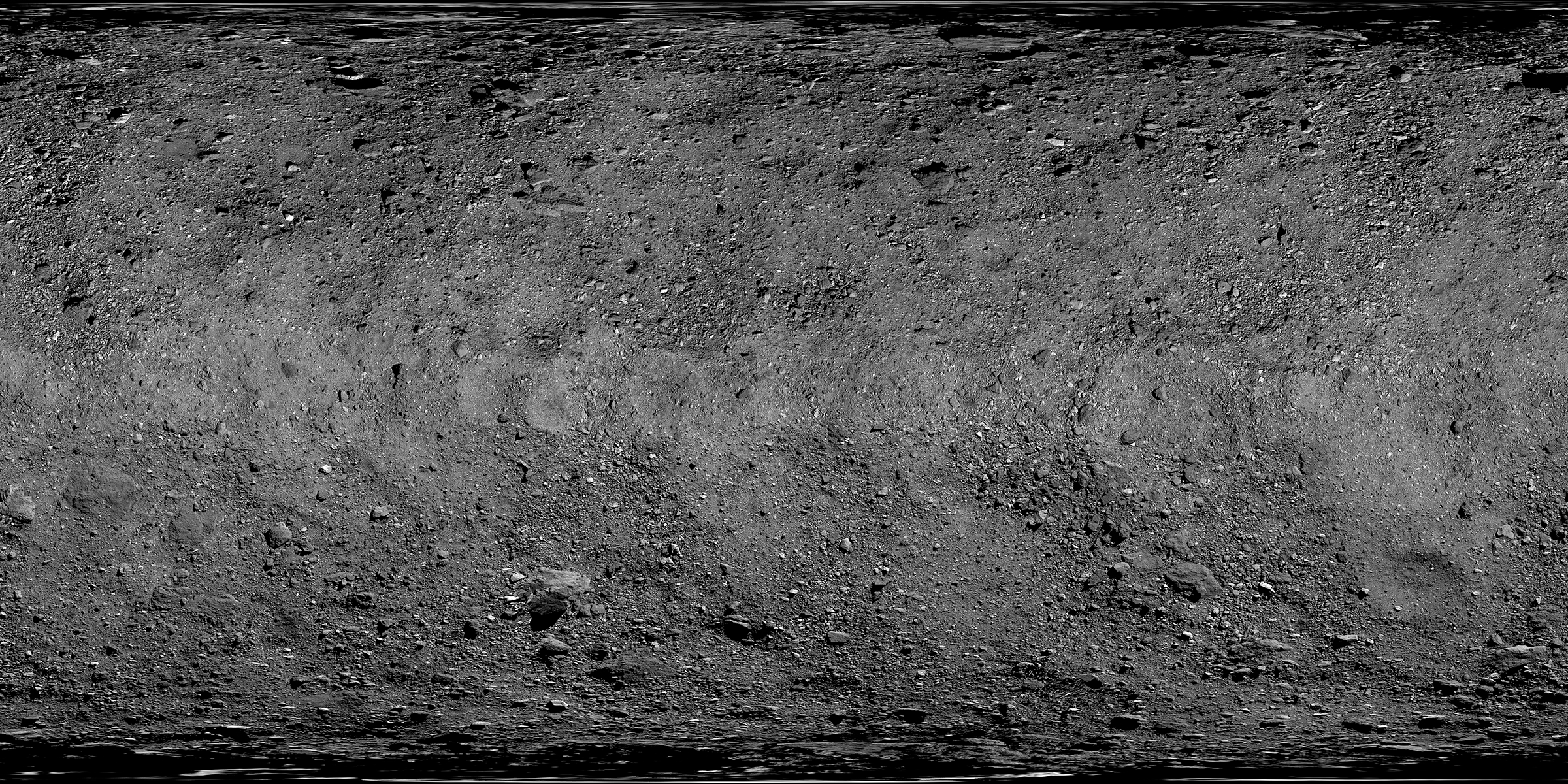
خريطة شاملة لسطح كويكب بينو من عدسة اوسايرس-ركس

اكدت ناسا في الثالث من ديسمبر لعام 2018 عن وصول أوزوريس-ركس إلى كويكب بينو حيث يتموضع المسبار بمدار يبتعد 19 عن سطح الكويكب ليتم تقليلها لاحقا خلال فترة  ديسمبر إلى 6.5 كيلومتر. شرع المسبار مباشرتا باجراء مسح طيفي شامل لسطح بينو حيث اسفرت العملية عن اكتشاف وجود هيدرات المعادن على شكل طين الامر الذي لم يكن يتوقع وجوده لصغر حجم الكويكب , و يعتقد العلماء ان مصدرها يعود إلى كويكب الام الذي نشاء منه بينو قبل ان ينفصلا لاحقا.
في 31 من ديسمبر2018 شرع المسبار بحملة لتكوين خريطه مفصله عن معالم السطحية لبينو بعد ان قام بتصحيح مداره مجددا حيث أصبحت المركبة لا تبتعد سوى 1.75 كيلومتر وتعد هذه اقرب مسافه يمكن لمسبار ان يتخذها حول جسم فضائي معين حيث تحتاج اوسايرس-ركس إلى 62 ساعة لتستكمل مدارها حول بينو.

### تجميع العينات من بينو

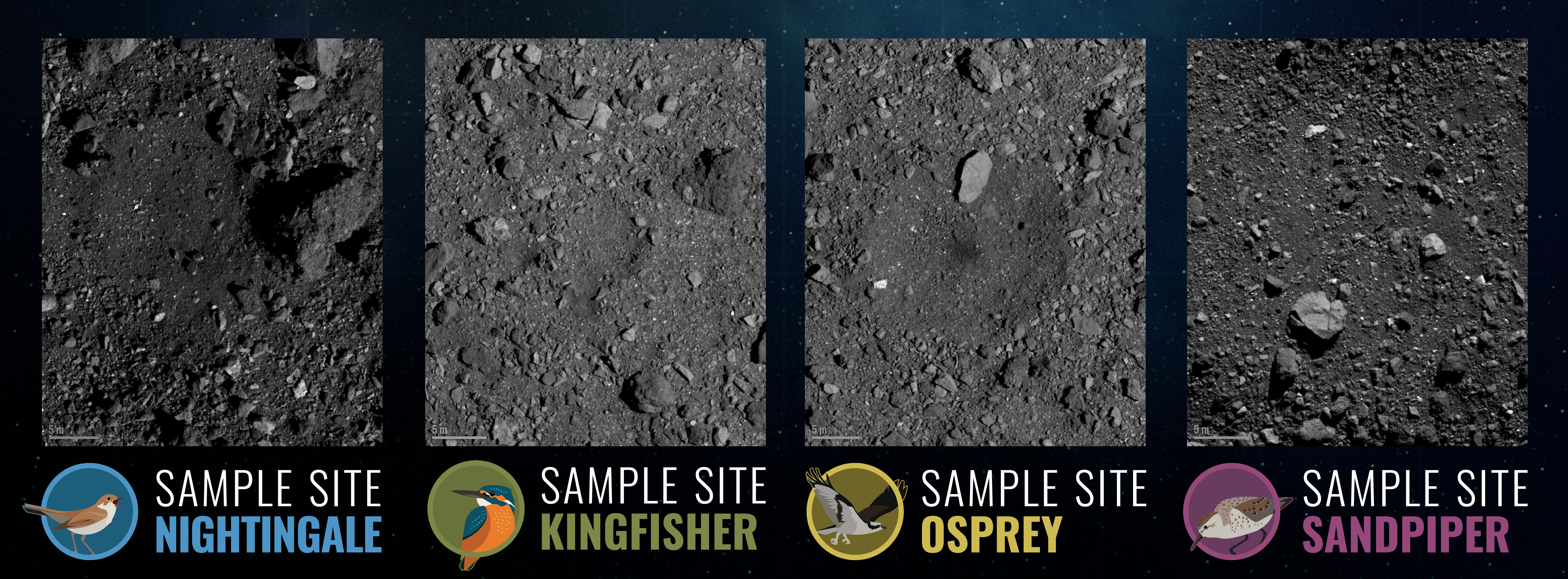
المواقع الاربعة المرشحة لالتقاط العينات.

ذراع الجامع للعينات او TAGSAM الخاص بااوسايرس-ركس يلامس سطح بينو.

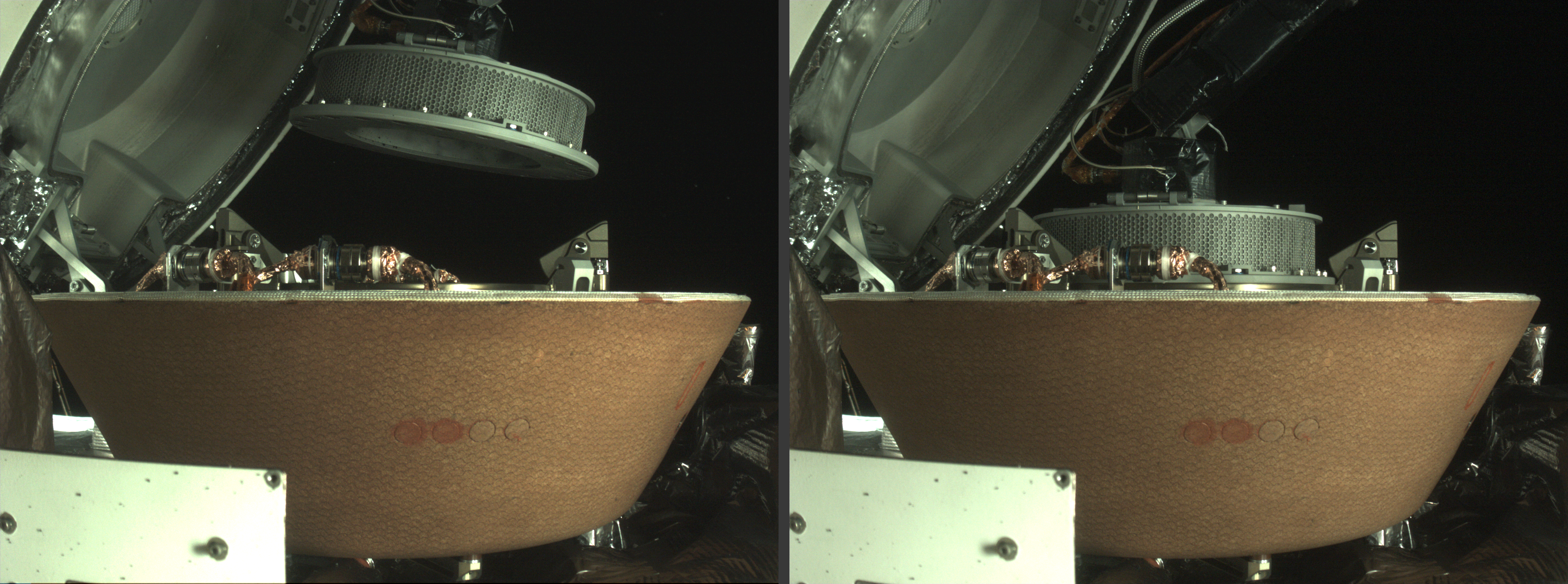
خزن العينات في كبسولة العودة الخاص بالمركبة.

في أغسطس 2019 اختارت ناسا أربعة مواقع مرشحة لالتقاط العينات حيث سميت بالترتيب Nightingale , Kingfisher , Osprey و اخيرا Sandpiper , و قد اختيرNightingale كموقع رئيسي لالتقاط العينات بينما Osprey كموقع بديل ثانوي .
تعد كلتا الموقعين جزئين  لفوهات تصادمية معينة حيث تتموضع Nightingale بالقرب من القطب الشمالي لبينو بينما Osprey يقع بالقرب من الخط الاستواء للكويكب .
في البداية اختارت ناسا يوم 25 أغسطس 2020 كموعد لالتقاط العينات لكن لاحقا تم تغييرها إلى 20 أكتوبر ؛ لذا شرعت ناسا في منتصف أبريل 2020 باجراء مناورات تحاكي عمليت الهبوط على بينو.  وجرت العملية في منطقة Nightingale و تضمنت اقتراب المسبار لسطح الكويكب بمسافة  65 متر   دون الهبوط عليه ثم الابتعاد عنه مباشرة , و تم إعادة المناورة نفسها لاحقا في الحادي عشر من أغسطس لعام 2020 , حيث جلبت  المركبة هذه المرة إلى مسافة لا تبعد سوى 40 مترا عن السطح .
في تمام الساعة 22:13 ت ع م  المصادف 20 من أكتوبر لعام 2020 نفذت  اوسايرس-ركس العملية الاصلية الخاصة بالتقاط العينات حيث استطاعت المركبة ان تلمس سطح بينو بذراعها الجامع للعينات  TAGSAM. و على الرغم من ان العملية تكللت بالنجاح لكن العلماء وجدوا ان العينة الترابية يتخللها قطع صخرية صغيره تتسبب بهروب التربة الملتقطه من ذراعها.
لذلك الغت ناسا المناورة الخاصة بالكشف عن كتلة العينة الماخوذه و التي تتم من خلال تدوير جسم المركبة و هي ممدودة الذراع حول محورها . و اتـُخذ قرار بخزن العينة الترابية في كبسولة العودة مبكرا في 27 اكتوبر2020 بدلا عن الموعد السابق الذي كان في 2 نوفمبر 2020 ، حيث تلقت ناسا في اليوم التالي تأكيدا من المركبة يفيد باغلاق كبسولة العودة بإحكام بعد ان تم تجهيزها في المركبة بنجاح.
و على الرغم من سقوط بعض أجزاء العينة الترابية اثناء عملية  تخزينها الا ان العلماء متفائلين بانهم حصلوا على أكثر مما يريدون حيث يتوقع حصولهم على 60 - 2000 غرام منها .

## عودة العينات
قام فريق أوزيريس -ريكس بإعداد المركبة الفضائية للمرحلة التالية من المهمة، وهي رحلة العودة إلى الأرض. في 7 أبريل 2021، أكملت أوزيريس ريكس تحليقها الأخير فوق بينو وبدأت في الابتعاد ببطء عن الكويكب. في 10 مايو 2021، غادرت مركبة أوزيريس ريكس منطقة بينو المجاورة وبدأت رحلتها التي تستغرق عامين إلى الأرض مع عينة الكويكب.
```
في 24 سبتمبر 2023، في حوالي الساعة 8:42 صباحًا بتوقيت وسط أمريكا (UTC−06:00)، عادت كبسولة العودة أوزيريس-ريكس إلى الغلاف الجوي للأرض. في الساعة 8:52 صباحًا - بتوقيت المحيط الهادئ (UTC−06:00)- هبطت كبسولة العودة OSIRIS-REx في نطاق الاختبار والتدريب في 
يوتا
 ، قبل ثلاث دقائق من الموعد المتوقع.
[
12
]
[
13
]
 في الساعة 10:15 صباحًا بتوقيت شرق الولايات المتحدة (UTC-06:00)، غادرت الكبسولة موقع الهبوط بطائرة هليكوبتر. سيتم تنسيق العينة في مديرية أبحاث واستكشاف المواد الفلكية التابعة لوكالة ناسا (ARES) وفي مركز معالجة العينات خارج الأرض في اليابان.
[
13
]
[
14
]
 سيتم النظر في طلبات مواد عينات الكويكب وتوزيعها على المنظمات في جميع أنحاء العالم بواسطة مديرية الأبحاث آريس.
[
15
]
```